# Prix littéraires du Gouverneur général 1951
Liste des Prix littéraires du Gouverneur général pour 1951, chacun suivi du gagnant.

## Anglais
- Prix du Gouverneur général : romans et nouvelles de langue anglaise : Morley Callaghan, The Loved and the Lost.
- Prix du Gouverneur général : poésie ou théâtre de langue anglaise : Charles Bruce, The Mulgrave Road.
- Prix du Gouverneur général : études et essais de langue anglaise : Josephine Phelan, The Ardent Exile et Frank MacKinnon, The Government of Prince Edward Island.
- Prix du Gouverneur général : littérature jeunesse de langue anglaise - texte : John F. Hayes, A Land Divided.